# Tetraloniella vansoni
Tetraloniella vansoni är en biart som först beskrevs av Cockerell 1935.  Tetraloniella vansoni ingår i släktet Tetraloniella och familjen långtungebin. Inga underarter finns listade i Catalogue of Life.